# Eneagrama de la personalidad

Esquema de relaciones entre los nueve tipos del eneagrama

El eneagrama de la personalidad es un sistema pseudocientífico en el que se cree que existe una clasificación de la personalidad basado en nueve arquetipos, cada uno de los cuales representa un mapa de características y patrones de pensamiento, sentimiento y comportamiento específicos. Aún sin pruebas clínicas al respecto, generalmente se presenta como un método para el autoconocimiento y el desarrollo personal. Además ha sido cuestionado por ciertas dificultades metodológicas, por usar el efecto Forer, y por no poseer ningún fundamento científico.Suele estar representado por la figura del eneagrama del cuarto camino. Esta propuesta es una elaboración histórica por parte de autores occidentales, que según ellos, se basa en ideas anteriores de origen místico y oriental, sin poder comprobarse su autenticidad hasta ahora. 
Algunos investigadores han encontrado que, desde el punto de vista de la psicología clínica, presenta confiabilidad y validez, además de cierto interés. Particularmente poniendo la atención en las tendencias automáticas e inconscientes que juegan un papel perjudicial en nuestra vida aun sin llegar a superar el margen de la patología, como se describe en el DSM.

"Como cualquier otro campo objeto de estudio científico, la psicología de la
personalidad necesita un modelo descriptivo, una taxonomía, de la materia de la que se ocupa... esa taxonomía permitiría a los investigadores estudiar aspectos determinados de las características de la personalidad... Más aún, una taxonomía generalmente aceptada facilitaría en gran medida la acumulación y comunicación de datos empíricos, al ofrecer un vocabulario y una terminología establecidas... En casi todo investigador anida la esperanza de ser quien consiga concebir la estructura que ha de transformar la presente Babel en una comunidad que habla un mismo y común lenguaje."
Cita de Oliver P. John escogida por Claudio Naranjo en "Carácter y Neurosis"

## Historia del eneagrama

### Orígenes
Don Richard Riso sostiene que la figura del eneagrama tuvo origen alrededor del 2500 a. C. Lo cierto es que es difícil comprobar dicha afirmación puesto que en todo lo relacionado con el eneagrama ha existido tradicionalmente un alto grado de esoterismo y ocultismo con afirmaciones difíciles de corroborar. No se han hallado testimonios arqueológicos o históricos independientes que permitan corroborar muchas de estas afirmaciones.
El primer autor que da a conocer el Eneagrama de forma pública en occidente fue George Gurdjieff, quien procedía de Armenia. Dado que él mencionaba que su trabajo pertenecía al cristianismo esotérico, y tomando en cuenta además que discípulos directos de Jesucristo como Bartolomé y Judas Tadeo llegan Armenia al siglo primero, Armenia fue el primer país del mundo que asumió el cristianismo como religión oficial. Algunos autores como Elizabeth Blanche y Mauricio Cabezas mencionan que el eneagrama tiene una fuerte influencia del Cristianismo.

### Llegada a la cultura occidental
Georges I. Gurdjieff, originador de una escuela de trabajo espiritual cerca de París en la década de 1930, fue quien trajo el concepto del eneagrama de una escuela esotérica entonces situada en Afganistán. Aunque Gurdjieff utilizó este eneagrama para describir las posibilidades de desarrollo humano, su concepto del diagrama estaba relacionado con la comunicación de conocimiento ancestral y el proceso de "auto-trabajo" a través del cual individuos adquieren conocimiento sobre su propia naturaleza más que con la categorización de tipos de personalidad. Óscar Ichazo, discípulo de Gurdjieff, utiliza nueve pecados o pasiones para describir los tipos de ego en su protoanálisis.
Claudio Naranjo, nacido en Chile y estudiante de psiquiatría en Estados Unidos, fue un estudioso de las teorías de la personalidad en el mundo académico. Tomó las enseñanzas de Ichazo para seguir desarrollándolas, llevando su conocimiento del sistema del Eneagrama a la ciudad de Berkeley a principios de los años 1970, donde se lo enseñó a estudiantes en el contexto de su propio programa de trabajo de desarrollo personal Posteriormente elaboró una obra detallada articulando los nueve tipos en términos psicológicos occidentales en su obra Carácter y Neurosis: una visión integradora:

Mientras Gurdjieff trabajaba haciendo hincapié en la intuición y en su propia confrontación magistral, e Ichazo en base al diagnóstico emanado de su propia autoridad (o tal vez autoritario), yo he ido poniendo crecientemente el énfasis, a lo largo de mi trabajo, en facilitar un proceso de auto-diagnóstico basado en una buena comprensión de la tipología. Al escribir los nueve capítulos que constituyen el cuerpo central de este libro, los he concebido implícitamente, entre otras cosas, como una base para el propio auto-diagnóstico, y doy por supuesto que los atisbos de auto-percepción a que pueda dar lugar el reconocimiento intermitente de aquél puedan tener ya de por sí una trascendencia terapéutica.
Claudio Naranjo en Carácter y Neurosis

## Pasión y fijación
Cada arquetipo, también llamado eneatipo, se caracteriza esencialmente por una pasión y una fijación. La pasión es una tendencia, una sensación o una pulsión interna que lleva a la persona a comportarse de una determinada manera, con motivo de la experiencia infantil que formó el patrón de personalidad, ejemplificado en el dicho popular "La cabra siempre tira para el monte". Por otro lado, la fijación es la consecuencia intelectual de la pasión inconsciente, es decir, un argumento que elabora la persona para justificar su pulsión inconsciente. Podría decirse de la fijación "son las gafas a través de las cuales cada persona filtra la realidad".
Claudio Naranjo transmite la visión de Ichazo de una elipse en torno a dos focos: uno emocional y otro intelectual. La pasión reside en el foco emocional de donde emanan las tendencias destructivas y la fijación en el foco intelectual, donde se reflejan supuestos irracionales que dan estabilidad a la pasión y dificultan su superación.
| Eneatipo | 1              | 2                | 3          | 4              | 5           | 6        | 7               | 8        | 9          |
| -------- | -------------- | ---------------- | ---------- | -------------- | ----------- | -------- | --------------- | -------- | ---------- |
| Pasión   | Ira            | Orgullo          | Vanidad    | Envidia        | Avaricia    | Cobardía | Gula            | Lujuria  | Pereza     |
| Fijación | Perfeccionismo | Falsa abundancia | Autoengaño | Falsa carencia | Aislamiento | Duda     | Autoindulgencia | Venganza | Indolencia |

### ¿Pecado o pasión?
Las pasiones del eneagrama guardan gran similitud con los pecados capitales de la religión cristiana. Tanto Ichazo como Naranjo hablan de pasiones y no de pecados con la intención de renovar el concepto cristiano clásico de pecado, que implica una desobediencia al mandato divino, sino más bien como una motivación problemática que nos desvía de la vida verdadera o experiencia de ser.

## Eneatipo I
Jordi Pons describe la apariencia exterior de esta personalidad como seria, correcta, controlada, sobria, responsable, práctica, organizada, trabajadora, honesta y respetuosa. Ha de recalcarse que, puesto que la pasión es una motivación inconsciente, esta personalidad no expresa la ira de forma abierta y explosiva. Más bien se forma reactivamente para contenerla y expresarla de manera más aceptable a través del perfeccionismo. Citando a Naranjo:

éste es un carácter bien intencionado y excesivamente virtuoso que surge como una defensa frente a la ira y la destructividad. Sería erróneo, sin embargo, concebirlo como un carácter violento, pues, por el contrario, presenta un estilo interpersonal supercontrolado y supercivilizado.
Claudio Naranjo en "Carácter y Neurosis"

### Características principales
Pons recalca los siguientes pilares de este patrón:
- Estar en el "hacer": entendido como una mayor facilidad en pasar a la acción que percibir sus propios estados internos, poniendo más valor en las personas por lo que hacen que por lo que son.
- Juicio moral interno: que pone inflexiblemente el deber moral por delante. Expresa directamente como deben actuar los demás (hay que hacer las cosas "bien"), aplicándoselo además a sí misma, esforzándose por actuar de esa manera.
- Creer tener razón: desde el inconsciente percibe una sensación (ira) que le da seguridad sobre que está bien y que no, como si fueran dueño de la razón.

Naranjo enumera los siguientes aspectos en lo que denomina "estructura del rasgo":
- Ira: que se manifiesta en la experiencia del resentimiento ante una injusticia de que la persona se esfuerza y responsabiliza más que las demás.
- Crítica: señalando que esta supuesta "crítica constructiva" destinada a mejorar a las demás personas es, en profundidad, la ira justificada por la razón y, por lo tanto, una negación de la misma.
- Exigencia: como manifestación vengativa de la insatisfacción de los propios deseos. Usualmente dirigida a los demás en contra de su búsqueda espontánea de placer y a favor de un cumplimiento excelente de su deber.
- Dominación: manifestada en la tendencia a colocarse en una posición de autoridad con una actitud aristocrática, segura de sí e incluso desdeñosa y paternalista. Cree que está justificada su autoridad con base en sus sobresalientes resultados, a su integridad moral, su conocimiento superior, etc.
- Perfeccionismo: también llamado "virtud compulsiva", manifestada en la devoción por las reglas morales establecidas por la autoridad (más que por las personas en dicha posición de autoridad) y la intención de cumplirlas de forma que se aparta la conciencia de la parte airada, egoísta y perversa de la propia personalidad.
- Hiper-control: manifestada en una rigidez característica de la persona que dificulta la improvisación en entornos no estructurados.
- Autocrítica: puede no percibirse externamente bajo una imagen virtuosa y digna sin embargo no se acepta tal y como es. En esta autodenigración surge más frustración que se traduce en más ahínco en la búsqueda de mérito.
- Disciplina: la orientación hacia la corrección moral del carácter suele ir en contra del placer y los impulsos naturales. Sobreponiendo el "deber" al ocio e, incluso, una oposición directa al juego desde una actitud puritana.

### Origen en la infancia
Juan José Albert, identifica el eneatipo I del eneagrama con el carácter rígido fálico-narcisista obsesivo compulsivo de la bioenergética. Establece el origen de este carácter en la fase genital del desarrollo infantil (4 años hasta la pubertad), ligada al desenlace edípico, y afirma que es cuando se arraiga el sentimiento básico de seguridad en la capacidad y libertad para la entrega amorosa tierna, erótica y placentera. Argumenta que los obstáculos durante el desarrollo de este sentimiento son causa de la necesidad neurótica de drenaje de la frustración mediante la pulcritud extrema y la crítica obsesiva propia de este patrón de personalidad en la vida adulta:

Su rígido código les impone que, al exigir al otro una conducta moralmente «impecable», ellos se sometan también a una constante autocrítica a fin de pulir constantemente sus actitudes y poder demandar igualmente al otro «en justicia»; satisfaciendo así sus necesidades sin mostrarlas y sin tener que pedir, ya que demandan solamente lo que se les debe en justa correspondencia: «Las cosas, como Dios manda».
Juan José Albert en "Ternura y agresividad"

## Eneatipo II
Jordi Pons describe la apariencia exterior de esta personalidad como alegre, generosa, espontánea, libre, seductora, extrovertida, femenina, cálida, divertida y gustosa de ayudar.

### Características principales
Pons recalca los siguientes pilares de este patrón:
- Vínculo emocional: entendido como una mayor facilidad para percibir los estados internos propios y los de los demás. De esta manera se identifican con los estados de necesidad ajenos, brindando empatía y apoyo.
- Engrandecimiento de la propia imagen: sobre todo en el ámbito emocional ya que se siente llena de valía y atractiva incluso por encima de los demás.
- Espontaneidad y naturalidad: confía en sus propios impulsos desde la sensación de valía, actuando libremente sin espacio para la reflexión.

Naranjo enumera los siguientes aspectos en lo que denomina "estructura del rasgo":
- Orgullo: entendido como la exageración del atractivo, la valía personal.
- Necesidad de amor: bajo una actitud aparentemente independiente, busca comprometerse física y emocionalmente con las personas de su entorno a través de la seducción. Esto puede derivar en intolerancia a los límites y tendencias a ser invasiva en las relaciones.
- Hedonismo: concretamente, busca el placer en ser complacida en un plano erótico y afectuoso. El deseo de recibir un trato tan especial hace a la persona propensa a sentir una fuerte frustración cuando no lo recibe y expresarla abiertamente en forma de protesta.
- Seducción: que se expresa como un esfuerzo por ser atractiva/o, ya sea en un plano erótico o social con actitudes cariñosas y aduladoras. Esta generosidad esconde esta motivada por un "dar para recibir".
- Asertividad: basada en una buena imagen de sí misma e impulsada por un ímpetu de salirse con la suya, le pone "jeta" a las situaciones incluso montando una escena si es necesario.
- Tendencia a cuidar y falsa abundancia: fruto del autoconvencimiento de estar bien o mejor que bien, por lo tanto es capaz de desbordar generosidad identificada con un papel de "ayudadora" o "cuidadora".
- Histrionismo: relacionado con el trastorno que recibe este nombre, es la característica que define este carácter como excesivamente impulsivo, obstinado y desenfrenado.
- Emocionalidad impresionable: junto con el eneatipo IV, es el carácter más sensible y emocional del eneagrama. Siendo el IV más tendente a la intelectualidad y la reflexión que el II.

### Origen en la infancia
Juan José Albert, identifica el eneatipo II del eneagrama con el carácter rígido histérico de la bioenergética. Establece el origen de este carácter en la fase genital del desarrollo infantil (4 años hasta la pubertad), ligada al desenlace edípico, y afirma que es cuando se arraiga el sentimiento básico de seguridad en la capacidad y libertad para la entrega amorosa tierna, erótica y placentera. Argumenta que los obstáculos durante el desarrollo de este sentimiento son causa de la necesidad neurótica de drenaje de la frustración mediante la seducción, humillación y abandono de relaciones en busca de una libertad indeterminada propia de este patrón de personalidad en la vida adulta:

La tendencia y la capacidad para extrovertir los estados emocionales disociados de sus impulsos profundos [...] viene a reforzar su reputación de persona emocional espontánea. Pero lo que en realidad sucede es que sacrifican la posibilidad de contactos espontáneos tiernos, eróticos y sexuales en aras de seguir manteniendo una fantasía idealizada de libertad, permaneciendo inconscientes de su falta real de libertad interior para el contacto genuino tierno y erótico consigo mismos. De ahí su permanente sensación, más o menos consciente, de insatisfacción amorosa.
Juan José Albert en "Ternura y agresividad"

## Eneatipo III
Jordi Pons describe la apariencia exterior de esta personalidad como cálida, amable, simpática, educada, calmada, serena, trabajadora, competente, competitiva, eficaz y práctica.

### Características principales
Pons recalca los siguientes pilares de este patrón:
- Necesidad de feedback del entorno: poniendo la atención en lo que se espera de ella y actuando consecuentemente, sin mostrar la inseguridad subyacente. Desean ser aprobados, admirados e impresionar a los demás.
- Vanidad: entendida como una preocupación excesiva por vivir en los ojos de los demás. Dando más importancia a lo que aparenta que a lo que es.
- Control: evita actuar alocadamente siguiendo su primer impulso, tiende a primero intuir que es lo que se espera y actuar correctamente después.
- Estar en la acción: fruto de la necesidad de sentirse útil, está en la persecución constante de alguna meta u objetivo.

Naranjo enumera los siguientes aspectos en lo que denomina "estructura del rasgo":
- Necesidad de atención y vanidad: tiende a exhibirse ante los demás con la intención de ser visto, escuchado y valorado. También señala que esconde un gran temor al fracaso y al rechazo por parte de quien(es) pretende impresionar. Esto puede dar lugar a un "camaleonismo" que aleja a la persona de la honestidad consigo misma.
- Orientación al logro: pone el pensamiento al servicio de la eficiencia y la obtención de resultados, con un enfoque de la vida racional y práctico.
- Sofisticación y habilidad social: siendo cualidades frecuentes la elocuencia, el carisma, el virtuosismo, etc.
- Cultivo del atractivo sexual: entendido como una preocupación por la imagen que devuelve el espejo, dedica su energía al autoembellecimiento que puede dar lugar a una belleza de "porcelana" sobre una personalidad fría emocionalmente.
- Engaño y manipulación de la imagen: fruto de la confusión entre la valoración extrínseca y el valor intrínseco de la persona, se difumina la diferencia entre apariencia y ser. Esto conlleva una gran capacidad de "venderse a sí mismos" como un buen producto, por lo que pueden destacar con habilidades publicistas.
- Orientación hacia los demás: prestando atención a lo que se valora en su entorno, es capaz de hacer una "prospección de mercado" como punto de referencia para su esquema de pensamiento.
- Pragmatismo: es el más racional y sistemático de los caracteres emocionales.
- Vigilancia activa: que se manifiesta a través de la necesidad de tenerlo todo bajo control, lo que implica una fuerte ansiedad ante la perspectiva de abandonarse al curso natural de las cosas.
- Superficialidad: que desde la conciencia de la persona puede vivirse como una falta de identidad ante el "camaleonismo" propio del carácter.

### Origen en la infancia
Juan José Albert, identifica el eneatipo III del eneagrama con el carácter psicopático histérico de la bioenergética. Establece el origen de este carácter en la fase fálica del desarrollo infantil (2,5 - 4 años), ligado al complejo de Edipo, y afirma que es cuando se arraiga el sentimiento básico de seguridad en la capacidad de independencia. Argumenta que los obstáculos durante el desarrollo de este sentimiento son causa de la inseguridad sobre su imagen personal por temor a ser manipulada y condicionada propia de este patrón de personalidad en la vida adulta:

La necesidad de mantener la seducción con dicho progenitor, en el adulto, será proyectada en «los otros» con la expectativa de que satisfaciendo sus deseos y necesidades recibirá la imagen que necesita tener de sí mismo para sentirse tranquilo en su precario lugar de poder; será pues, una persona dependiente de la valoración que sienta que recibe del entorno y un experto en detectar estas necesidades, pues el sentimiento de sí mismo dependerá de la imagen que el devuelvan los demás.
Juan José Albert en "Ternura y agresividad"

## Eneatipo IV
Jordi Pons describe la apariencia exterior de esta personalidad como ingeniosa, creativa, atenta, imaginativa, dramática, refinada, interesada en la estética y lo intelectual, diferente/especial/única, sufriente, cálida y empática.

### Características principales
Pons recalca los siguientes pilares de este patrón:
- Melancolía: entendida como una pulsión de fondo que le hace sentirse devaluados, carentes, defectuosos, etc. a veces incluso a pesar de encontrarse en un entorno positivo. Tiende a culpase de las circunstancias negativas y puede llegar a aceptar el sufrimiento como compañero de vida.
- Envidia: entendida no como un deseo de ser más que los demás sino como un complejo de inferioridad que le impulsa a compararse con otras personas en busca de aquello que siente que no tiene.
- Emocional y sensible: tienen un rico mundo emocional interno, pasando gran parte de su vida inmerso en este donde se siente libre de explorar sentimientos. Acostumbran a mostrar este mundo interno y puede llegar a interesarse por las artes expresivas. Cuida mucho su imagen y su estética. Es susceptible a repentinos cambios de ánimo.

Naranjo enumera los siguientes aspectos en lo que denomina "estructura del rasgo":
- Envidia: Naranjo habla de "hambre de amor" para referirse a esta pasión en donde la persona siente que necesita incorporar algo de fuera, al mismo tiempo que la persona se avergüenza de su necesidad exagerada por lo que es tendente a la autofrustración y la mala autoimagen.
- Autoimagen pobre: que se manifieste en calificativos como "feo/a", "poco inteligente", "ridículo/a", "venenoso", etc.
- Concentración en el sufrimiento: como disposición a sentir la vida como trágica, sufrir de soledad y vivir una íntima melancolía. Dando lugar a actitudes de lamentación, queja y autocompasión. Siendo el llanto no solo una experiencia dolorosa sino también satisfactoria. Naranjo cree que este carácter aprende a sufrir para reclamar atención (al igual que el eneatipo III aprende a brillar para obtener atención).
- Necesidad de conmover: Naranjo habla de "adicción al amor" donde este carácter tiende a establecer relaciones de dependencia con un gran temor ante la expectativa de la separación o retirada del contacto.
- Prodigalidad: este carácter tiende a ser comprensivo, atento, sacrificado y amable con las necesidades de los demás. Por lo que logran ser padres comprensivos, defensores de los desvalidos, etc. hasta el punto de fusionarse con el sufrimiento ajeno.
- Emocionalidad: haciendo referencia a la intensidad de sus sentimientos románticos, dramatización del sufrimiento y dedicación a los demás. Naranjo destaca que, al igual que los tipos II y III, presentan la plasticidad como cualidad que les permite interpretar papeles a través de la modulación de los propios sentimientos.
- Arrogancia competitiva: a veces está presente una actitud de superioridad como compensación de la mala autoimagen. Esta actitud arrogante se manifiesta como la apariencia de una persona "muy especial".
- Refinamiento: adversos a la grosería, este carácter tiende a la delicadeza, el buen gusto y la sensibilidad. Lo que puede desembocar en una pérdida de la espontaneidad.
- Intereses artísticos: como vehículo de expresión para los sentimientos elaborados, llegando incluso a convertir el sufrimiento en belleza.
- Fuerte superego: está presente una exigencia estética que obliga a la persona a ser distinta de lo que es.

### Origen en la infancia
Juan José Albert, identifica el eneatipo IV del eneagrama con el carácter oral de la bioenergética. Establece el origen de este carácter en la fase oral del desarrollo infantil (3 - 18 meses) y afirma que es cuando se arraiga el sentimiento básico de seguridad en su propia identidad y en el medio como lugar de acogimiento y satisfacción. Argumenta que los obstáculos durante el desarrollo de este sentimiento son causa de la sensación de insatisfacción y pobre autoimagen latente en este carácter durante la vida adulta:

... la falta de contacto tierno consigo mismo —consecuencia de la merma del sentimiento de seguridad básico causada por la percepción distorsionada de sus necesidades como fuente de tensiones, displacer y angustia—, así como los sentimientos de autohostilidad (en muchos casos de odio contra sí mismo), junto a la falta de energía agresiva para procurarse satisfacción, le predisponen a perpetuar la carencia y el sufrimiento.
Juan José Albert en "Ternura y agresividad"

## Eneatipo V
Jordi Pons describe la apariencia exterior de esta personalidad como educada, amable, correcta, introvertida, tímida, silenciosa, no se expone públicamente, no confortativa ni invasiva, torpe socialmente, poco expresiva emocionalmente y fría.

### Características principales
Pons recalca los siguientes pilares de este patrón:
- Introversión y timidez: pone la atención en su interior, acostumbra a necesitar más tiempo para ganarse la confianza ajena. Tiende a retraerse y expresarse menos de lo normal ya que se siente expuesto y exigido con facilidad.
- Poco sensitivo y emocional: presta poca atención a las sensaciones y el cuerpo. Consecuentemente percibe pobremente sus emociones y tiene dificultad para vincularse. Desconfía del amor de otras personas y tiende a establecer relaciones funcionales con finalidades concretas.
- Vida intelectual: vive en el pensamiento, da máxima importancia al conocimiento y al saber. Está capacitado para analizar, desarrollar y sintetizar el conocimiento. Desea entender cómo funciona el mundo y profundiza en los temas que llaman su interés.
- Avaricia: entendida como una forma cerrada de actuar, se domina a sí mismo reteniendo lo que piensa por miedo a quedarse sin nada al abrirse a las demás personas.
- Compartimentación: inconscientemente, separa los diferentes ámbitos de su vida de manera que los ámbitos de su vida y los pensamientos asociados están escindidos entre sí. Por esta razón, pueden encontrar refugio en sus hobbies ante la presión recibida en otras facetas de la vida.

Naranjo enumera los siguientes aspectos en lo que denomina "estructura del rasgo":
- Retención: entendida como un fuerte apego por los contenidos de la mente a los que se intenta proteger de los estímulos del entorno, lo que da lugar a rigidez de opinión y la tendencia a quedar bloqueados en sus pensamientos.
- No dar: con la consecuente evitación de compromisos que podrían dar lugar a una exigencia futura. Además, existe una fuerte tendencia a la autosuficiencia y la acumulación de bienes (materiales, intelectuales, afectivos, etc.) con tal de no necesitar en el futuro.
- Desapego patológico: el individuo encuentra su comodidad en el aislamiento, renunciando en parte a las propias necesidades relacionales. Esta renuncia del plano afectivo de la personalidad se fundamenta en el miedo a perder lo poco que se tiene.
- Miedo a ser engullido: que se manifiesta en la hipersensibilidad del carácter a la intromisión, que por otro lado tiende a la sumisión en las relaciones interpersonales.
- Autonomía: asumiendo que no recibirá ayudas externas, los esfuerzos están puestos en distanciamiento y la propia autosuficiencia en todos los aspectos.
- Insensibilidad emocional: como consecuencia de un congelamiento de los sentimientos (apatía) en el esfuerzo de evitar expresarse y actuar en el entorno que considera hostil.
- Aplazamiento de la acción: siendo la acción un gasto energético que no merece asumirse, por lo que tiende a mantener ocultas sus intenciones en actitud de excesiva reserva hasta que se den las condiciones ideales para una acción sin esfuerzo.
- Orientación al conocimiento: se coloca en actitud observadora con la intención de comprender la vida antes de implicarse en ella, sustituyendo el vivir por el conocer a través de ideas abstractas.
- Sentimiento de vacío: esterilidad y sequedad internas que son consecuencia de la evitación de la acción y la vida en general.
- Culpa: al igual que el eneatipo IV tiende a sentirse inferior respecto a los demás, aunque de forma más seca y menos intensa. La culpa, afirma Naranjo, es consecuencia de un temprano apartamiento del amor, siendo el apartamiento de las relaciones una forma inconsciente de expresión de la ira.
- Fuerte superego: al igual que el eneatipo I, tiende a exigirse mucho internamente. Existiendo en el I cierta identificación con el juez exigente mientras que el V se identifica con un ser inferior que es increpado por el juez.
- Negativismo: rasgo que percibe las necesidades de los demás como ataduras al mismo tiempo que se convierte en una herramienta de rebeldía contra las exigencias internas, tendiendo a no hacer todo aquello que se interprete como una obligación.
- Hipersensibilidad: al mismo tiempo que es insensible emocionalmente es capaz de ser hiperactivo ante la expectativa de dolor o rechazo. Puede llegar a mostrarse tierno y amable en entornos seguros de extrema complicidad (con animales o bebés, por ejemplo).

### Origen en la infancia
Juan José Albert, identifica el eneatipo V del eneagrama con el carácter esquizoide de la bioenergética. Establece el origen de este carácter en la fase pre-oral del desarrollo infantil (primeras semanas de vida) y afirma que es cuando se arraiga el sentimiento básico de confianza en la existencia. Argumenta que los obstáculos durante el desarrollo de este sentimiento son causa de la desconfianza en la existencia nuclear de este patrón de personalidad en la vida adulta:

Resulta, pues, lógico que una persona esquizoide experimente su propia percepción —tanto de sus necesidades, sentimientos, demandas y emociones, como del mundo externo globalmente considerado— con una sensación de amenaza; ya que sobre la continuidad de dicha percepción se fueron construyendo tanto la relación consigo mismo como con el mundo exterior.
Juan José Albert en "Ternura y agresividad"

## Eneatipo VI
Jordi Pons describe la apariencia exterior de esta personalidad en tres grupos:
- La centrada en huir (fóbica) es afable, cooperante y cálida.
- La centrada en defender es racional controlada y fría.
- La centrada en enfrentar (contra-fóbica) es desafiante, rebelde y agresiva.

### Características principales
Pons recalca los siguientes pilares de este patrón:
- Miedo: entendido como una ansiedad sobre la vida en general, como si alguna catástrofe fuera a ocurrir si no se tiene cuidado.
- Duda: tiende a proyectarse hacia el futuro tratando de predecir todo lo que podría salir mal, por lo que tiene dificultades para tomar decisiones ("y si me arrepiento" "y si no es como promete" "y si ...").
- Culpa: es temeroso de las posibles consecuencias de sus actos, evita a toda costa sentirse culpable y/o que se le acuse. Busca responsables/culpables de todo lo que sucede.
- Acción controlada: valora más a las personas por lo que hacen que por lo que son (similar al I y III) puede postergar la acción por no sentirse seguro (fóbico) o zambullirse totalmente en ella pasando inmediatamente de una a otra para no sentir la duda y/o culpa (contra-fóbico)
- Relaciones jerárquicas: está presente la idea de autoridad y poder en las relaciones, inconscientemente percibe una dinámica de mandar-obedecer en toda relación.

Naranjo enumera los siguientes aspectos en lo que denomina "estructura del rasgo":
- Miedo, cobardía y ansiedad: Naranjo cita a Freud afirmando que el miedo paraliza o inhibe los propios impulsos espontáneos. Este rasgo se expresa en la excesiva cautela, dificultad en la improvisación, evitación de las decisiones, etc.
- Hiperintencionalidad supervigilante: a diferencia de la vigilancia confiada del III (que tiene "todo bajo control"), en el VI aparece una agitación desconfiada que interpreta la realidad como potencialmente peligrosa, arguyendo posibles engaños o fallos que puedan dar lugar al descontrol de la situación.
- Orientación teórica: en su necesidad de guía (de quién, al mismo tiempo, desconfía) tiende a resolver los problemas a través de un sistema o método lógico que establezca un orden racional, confían en la razón y solo en la razón. Naranjo afirma que es el carácter más lógico y racional de los eneatipos, siendo filósofos en potencia (o de hecho).
- Amistad congraciadora: tiende a ser fiel en sus lazos de amistad, pudiendo ser muy afectuoso y cálido. Naranjo afirma que esta actitud sumisa se debe a la necesidad de asociación con un otro que les proporcione protección sin poder optar a la competición.
- Rigidez: En la búsqueda de directrices tiende a apoyarse en instituciones y autoridades, presentes o pasadas, que eliminen toda fuente de ambigüedad.
- Belicosidad: Como alternativa al tierno y obediente, por un lado, y al rígido devoto de las normas, por otro, existe una tercera opción que trata (en términos freudianos) de usurpar la posición autoritaria del padre. A esta categoría Naranjo atribuye rasgos como el cinismo, la crítica y el escepticismo, al mismo tiempo que ensalzan su autoridad antiautoritaria por medio de actitudes como la fanfarronería, la altanería, la demostración de fuerza, etc. Es el subtipo contra-fóbico del IV que Naranjo compara con un perro que ladra para defenderse.
- Orientación hacia la autoridad y los ideales: desde una perspectiva vertical de la realidad, desprecian a quienes consideran alejados de los ideales que colocan como máxima autoridad, pudiendo desembocar en el fanatismo, con la consecuente demonización y divinización de la vida.
- Acusación de sí mismos y de los demás: evita el sentimiento de culpa a través de la proyección hacia enemigos exteriores a los que atribuye la fuente de su malestar. Naranjo opina que la necesidad de defenderse es consecuencia de una autoacusación constante como si el individuo fuera un padre invalidado por sí mismo, por lo que el individuo se opone a sí mismo.
- Duda y ambivalencia: dividido entre dos puntos de vista, uno autoacusador y otro grandioso. Cuando no encuentra una guía, se debate entre el amor y el odio, el deseo de complacer y el deseo de ponerse en contra.

### Origen en la infancia
Juan José Albert, identifica el eneatipo VI del eneagrama con el carácter psicopático obsesivo de la bioenergética. Establece el origen de este carácter en la fase fálica del desarrollo infantil (2,5 - 4 años), ligado al complejo de Edipo, y afirma que es cuando se arraiga el sentimiento básico de seguridad en la capacidad de independencia. Argumenta que los obstáculos durante el desarrollo de este sentimiento son causa de la inseguridad sobre su capacidad para la propia satisfacción propia de este patrón de personalidad en la vida adulta. Además añade que, si bien es posible encontrar dinámicas parecidas en otros caracteres, al originarse en otras fases del desarrollo las consecuencias son distintas:

Puesto que en su memoria organísmica está grabada la manipulación de que fueron objeto, y desde ella sospechan que el mundo se va a comportar con ellos de modo similar a como lo hizo el progenitor seductor, de igual modo actuarán ellos mismos —estén identificados (fóbicos) o se muestren rebeldes con el deseo del agresor (contra-fóbicos)— con el mundo exterior, sobre el que proyectarán algún supuesto «enemigo interior» que les haga sentir inseguros. [...] La causa de su sentimiento de insatisfacción y desconfianza será esta actitud de escasa ternura hacia ellos mismos.
Juan José Albert en "Ternura y agresividad"

## Eneatipo VII
Jordi Pons describe la apariencia exterior de esta personalidad como optimista, positiva, afable, cálida, sociable, alegre, divertida, bromista, simpática, juguetona, entusiasta, fantasiosa, imaginativa y soñadora.

### Características principales
Pons recalca los siguientes pilares de este patrón:
- Hedonismo: cree en el placer como finalidad en la vida evitando el dolor a toda costa.
- Gula: entendida no como el desenfreno al comer, que también, sino como un entusiasmo excesivo por experiencias divertidas y placenteras, rechazando todo lo que es aburrido, doloroso, etc.
- Narcisismo: se considera más valioso y superior a las demás personas, sobrestimando sus habilidades y éxitos. Tiene un sentimiento infundado de tener derecho a obtener lo que desean. No tienden a imponerse, prefiriendo utilizar la seducción y la complicidad para satisfacer sus deseos.
- Fraudulencia: utiliza la labia para convencer y presupone saber más de lo que realmente sabe. Puede llegar a ser tramposo en su búsqueda de atajos.
- Pasivo-femenino/masculino: pasivo ya que tiene dificultades para materializar aquello que piensa y planifica. En su mente no acepta ninguna autoridad aunque prefiere conformarse antes que confrontar. Femenino/masculino hace referencia a la identificación inconsciente con el progenitor del sexo opuesto.
- Relaciones superficiales: tiene facilidad para relacionarse con las personas desde un trato afable y simpático, aunque huye de cualquier compromiso o vínculo profundo que le pueda llegar a plantear un obstáculo para su gula.

Naranjo enumera los siguientes aspectos en lo que denomina "estructura del rasgo":
- Gula: Naranjo describe este rasgo como un entusiasmo que desplaza la atención del presente insatisfactorio a un futuro prometedor que, al mismo tiempo, este entusiasmo aleja de la conciencia la sensación de frustración que reviste a la persona de una satisfacción aparente.
- Permisividad hedonista: entendida como una tendencia a la autoindulgencia consigo mismo y con los demás, evitando compromisos y obligaciones que puedan suponer un obstáculo para la obtención de placer y gratificación.
- Rebeldía: más intelectual que de acción, trata a las figuras de autoridad desde un igualitarismo gracias a la locuacidad y la diplomacia. Es frecuente el uso del humor y la sátira para desacreditar la seria autoridad.
- Falta de disciplina: que Naranjo interpreta como un desinterés en posponer la obtención de placer.
- Satisfacción imaginaria del deseo: como forma de protegerse de la crudas realidades de la vida, utiliza la imaginación para proyectarse en un futuro utópico y placentero.
- Complacencia seductora: como estrategia para la obtención de afecto, alimenta la sensación de bienestar en los demás, llegando a ser muy generoso y jovial. Naranjo opina que este contagioso buen humor se mantiene a costa de la represión de la ansiedad y el dolor.
- Narcisismo: siendo este no impositivo, más implícito que explícito, a través de su tendencia a establecer vínculos fraternales y de seducir mediante su encanto, amabilidad, conocimiento superior, etc. Este sentimiento de superioridad también puede expresarse a través de una tendencia a saberlo todo y a resistirse a ser enseñado o corregido.
- Persuasión: ligada a la inteligencia verbal y la capacidad de sugestión, son capaces de manipular a su público convencido de la bondad de sus intenciones con una elocuente discurso.
- Fraudulencia: surgida de la confusión entre lo que se dice y lo que hay, en ocasiones, dando lugar a la charlatanería y la justificación de lo injustificable.

### Origen en la infancia
Juan José Albert, identifica el eneatipo VII del eneagrama con el carácter rígido pasivo femenino de la bioenergética. Establece el origen de este carácter en la fase genital del desarrollo infantil (4 años hasta la pubertad), ligada al desenlace edípico, y afirma que es cuando se arraiga el sentimiento básico de seguridad en la capacidad y libertad para la entrega amorosa tierna, erótica y placentera. Argumenta que los obstáculos durante el desarrollo de este sentimiento son causa de la necesidad neurótica de persecución de experiencias ideales en detrimento del compromiso con el presente como drenaje de la frustración propia de este patrón de personalidad en la vida adulta:

Este desplazamiento de la energía explica el que sus mecanismos de defensa específicos sean la racionalización y la idealización y su posición de refugio preferida, la imaginación fantasiosa y pseudo-creativa, ya que casi nunca es confrontada con la realidad.
Juan José Albert en "Ternura y agresividad"

## Eneatipo VIII
Jordi Pons describe la apariencia exterior de esta personalidad como dura, fuerte, decidida, práctica, confrontadora, enérgica, grande y fuerte, masculina, rebelde, hostil y violenta.

### Características principales
Pons recalca los siguientes pilares de este patrón:
- Lujuria: entendida no como pasión por el sexo únicamente, sino más bien como un desenfreno en la búsqueda de intensidad y el exceso.
- Poca sensibilidad: de "piel gruesa" necesita darle un extra de intensidad a sus actividades para poder vivirlas conscientemente. Rechaza el miedo, el sufrimiento y la debilidad.
- Mucha acción: reacciona con facilidad, tiende a vivir en el presente, en el aquí y ahora, pudiendo llegar a ser impaciente e impulsivo.
- Narcisismo: tiene dificultades en ver a los demás con completa objetividad y a su mismo nivel. Tiene un sentimiento infundado de ser más capaz que las demás personas a quienes juzga como más débiles.
- Venganza: haciendo referencia a su tendencia castigadora, explotadora e incluso sádica hacia quienes desprecia. Considera que tiene derecho a tomarse la justicia por su mano.

Naranjo enumera los siguientes aspectos en lo que denomina "estructura del rasgo":
- Lujuria: Naranjo opina que en este carácter la pasión es más visible que en los demás, como si la persona quisiera reafirmar que no hay nada "malo" en la lujuria, sino en los que se oponen a ella. Esta necesidad de encontrar placer a través de la intensidad también da lugar a obtener satisfacción del mero hecho de luchar por el placer, eliminando los obstáculos que se interponen.
- Actitud castigadora: siendo un carácter abiertamente airado e impositivo que difícilmente se siente intimidado. Naranjo afirma que basándose en una vivencia humillante o dolorosa en la primera infancia, la persona se siente en el derecho de satisfacerse a expensas del dolor o la humillación de los demás en una actitud de venganza existencial.
- Rebeldía: siendo en este carácter más evidente que en el VII (dónde ocurre de manera más intelectual que activa), se oponen frontalmente a la autoridad que trata de imponer su moral, descalificación que lleva a la creencia de que ser "malo" es la forma adecuada de ser.
- Dominación: como forma de protegerse de los sentimientos de vulnerabilidad y dependencia que imposibilitan la pasión, toma una posición de poder que garantice la subordinación de quienes le rodean para que estos no puedan interponerse en su búsqueda de satisfacción.
- Insensibilidad: en favor de los sentimientos de poder, triunfo e intensidad la persona descalifica los sentimientos de debilidad, ternura y, sobre todo, de miedo. Este endurecimiento del carácter hace que la persona perciba la ansiedad como una fuente más de intensidad que alimenta su pasión.
- Embaucamiento y cinismo: Naranjo opina que estas cualidades están ligadas en la concepción del mundo como una lucha por la supervivencia, donde la virtud es vista como hipocresía y se desconfía de los motivos ajenos, intuyendo que estos se aprovecharían igualmente de los demás si tuvieran el coraje o el poder necesarios.
- Exhibicionismo (narcisismo): siendo un carácter carismático, fanfarrón y atractivo (sin ser vanidoso puesto que siente despreocupación por lo que aparenta) se ganan a los demás con actitudes conscientemente manipuladoras para establecer su jerarquía.
- Autonomía: basada en la visión de los demás como posibles competidores y objetos de explotación, se defiende de las relaciones de dependencia manteniendo una autosuficiencia afectiva.
- Predominio sensomotor: Naranjo afirma que este es el más sensorial y puesto en la acción de los eneatipos, tendiendo a vivir en un "aquí y ahora" a través de las sensaciones corporales y los estímulos presentes.

### Origen en la infancia
Juan José Albert, identifica el eneatipo VIII del eneagrama con el carácter rígido fálico-narcisita compulsivo de la bioenergética. Establece el origen de este carácter en la fase genital del desarrollo infantil (4 años hasta la pubertad), ligada al desenlace edípico, y afirma que es cuando se arraiga el sentimiento básico de seguridad en la capacidad y libertad para la entrega amorosa tierna, erótica y placentera. Argumenta que los obstáculos durante el desarrollo de este sentimiento son causa de la necesidad neurótica de venganza generalizada e indeterminada como drenaje de la frustración propia de este patrón de personalidad en la vida adulta:

Es precisamente por esto por lo que puede manifestar abiertamente sus sentimientos hostiles de rechazo, desprecio y humillación hacia él (uno de los progenitores); unos sentimientos que justificarán su necesidad de venganza y que estarán presentes durante toda su vida, mientras no sane la profunda herida que siente que le han causado en el núcleo más tierno de su ser.
Juan José Albert en "Ternura y agresividad"

## Eneatipo IX
Jordi Pons describe la apariencia exterior de esta personalidad como alegre, simpática, jovial, sociable, afable, amistosa, cordial, bonachona, inocente, tolerante, dócil, ancha y robusta.

### Características principales
Pons recalca los siguientes pilares de este patrón:
- Masoquismo: no hace referencia al disfrute por el dolor o el sufrimiento, sino más bien a la dificultad de obtener placer o disfrute ya que con estas experiencias placenteras viene asociada una sensación negativa (displacentera).
- Pereza: entendida no como una resistencia al trabajo físico (pudiendo llegar a ser muy activa y trabajadora) sino más bien como una falta de motivación para la introspección y el desarrollo espiritual (Claudio Naranjo habla de pereza psicoespiritual).[46]
- Evitación de conflictos: tiende a vivir en un estado de armonía con su entorno, procurando no enfadarse ni confrontar sus deseos con el exterior. Procura que las personas de su entorno estén en paz.
- Indolencia: permanece impasible frente a situaciones inquietantes o conmovedoras. Cree de forma infundada que todo está bien como está y no merece la pena esforzarse por cambiar las cosas.
- Adormecimiento del ser: aleja su mundo interno de la conciencia mediante la narcotización, mostrando poco entusiasmo por los acontecimientos de su vida.
- Adaptación y resignación: renuncia inconsciente a sus necesidades y deseos en pro de una vida simplificada y exenta de frustraciones.

.Naranjo enumera los siguientes aspectos en lo que denomina "estructura del rasgo":
- Inercia psicológica: Naranjo describe una "perdida de interioridad" que ensordece a la persona hacia sus voces interiores, dando lugar a una vivencia concreta en asuntos mundanos y de mera supervivencia.
- Sobreadaptación: la persona se muestra excesivamente permisiva con las demandas exteriores a expensas de los propios deseos, que tiene a dejar de lado en lo que Naranjo llama "autoolvido".
- Resignación: la persona ha aprendido a "hacerse el muerto" para seguir vivo, lo que conlleva a una pérdida del sentimiento de vitalidad.
- Generosidad: es un carácter social dado a una naturaleza bondadosa, pudiendo llegar a existir para el otro más que para uno mismo.
- Mediocridad: muestra reticencia a la autoafirmación en pro de una modesta actitud de participación y colaboración en la familia, el club, el partido, la pareja, etc.
- Propensión a hábitos robóticos: apegados a las costumbres, la regularidad y lo familiar crean una zona de confort (en ocasiones rígida y tradicionalista) de la que no sienten inclinación por superar o expandir.
- Distracción: Naranjo opina que la pereza espiritual tiende a no ver por lo que la persona puede sufrir de distracción, mala memoria y torpeza, además de que en ocasiones implica una búsqueda activa de distracciones que alejen la atención de la propia vida como son la televisión, los narcóticos, etc.

### Origen en la infancia
Juan José Albert, identifica el eneatipo IX del eneagrama con el carácter masoquista de la bioenergética de Lowen. Establece el origen de este carácter en la fase anal del desarrollo infantil (1,5 - 3 años) y afirma que es cuando se arraiga el sentimiento de seguridad básico en la individualización para la autonomía. Argumenta que los obstáculos durante el desarrollo de este sentimiento son causa principal de la disociación de sí propia de este patrón de personalidad en la vida adulta:

No hay un rechazo a sí mismo en el carácter masoquista, lo que hay es resignación por tener que renunciar a sí mismo y someterse a las imposiciones del otro; un mecanismo de economía energética en la adaptación y evitación de los sentimientos de frustración, rabia, displacer y angustia.
Juan José Albert en "Ternura y agresividad"

## Subtipos
Algunos autores como Claudio Naranjo han propuesto la existencia de los denominados subtipos, basados en las 3 variantes del instinto: conservación, sexual y social; lo que combinado con los 9 eneatipos daría como resultado un total de 27 subtipos. Dichos subtipos permitirían una categorización más profunda dentro del modelo y que ayudase a identificar diferencias notables entre personas de un mismo eneatipo.
A cada uno de estos subtipos, Naranjo le asigno un nombre específico, que estaría relacionado con la pasión del eneatipo:
| Eneatipo | Subtipo Social               | Subtipo Sexual    | Subtipo Conservación |
| -------- | ---------------------------- | ----------------- | -------------------- |
| 1        | Inadaptabilidad/Superioridad | Vehemencia/Celo   | Preocupación         |
| 2        | Ambición                     | Conquista         | Privilegio           |
| 3        | Prestigio                    | Atractividad      | Seguridad            |
| 4        | Vergüenza                    | Odio              | Tenacidad            |
| 5        | Tótem                        | Confianza         | Refugio              |
| 6        | Deber                        | Fuerza            | Calor                |
| 7        | Sacrificio                   | Sugestionabilidad | Familia              |
| 8        | Complicidad                  | Posesividad       | Satisfacción         |
| 9        | Participación/Pertenencia    | Simbiosis         | Apetito              |

## Sensación y empatía
El Eneagrama de la Personalidad es una propuesta de clasificación de la personalidad o, más exactamente, de las tendencias en la actitud vital de una persona. Postula nueve tipos básicos de personalidad y los representa como los vértices de un eneagrama. Existen diversas maneras de abordar el eneagrama, una de las más simples es considerar los nueve "eneatipos" o personalidades tipo como combinación de dos factores: el cómo aborda su relación con otras personas cada eneatipo y cuál es su sensación mental interna. Como cada factor admite tres valores posibles, resultan nueve combinaciones (9 = 3·3).
En cuanto al abordamiento del mundo, las personalidades se clasifican en antipáticas (o "contra el mundo" o "contracorriente"), apáticas (o "alejadas del mundo", o en posición de "observador externo") y empáticas (o "con el mundo"). En cuanto a su sensación pueden sentirse superiores al mundo (o en posesión de algo que los demás no tienen), iguales, o inferiores (o con carencia de algo que perciben que a otros sí les fue dado). En función de estos dos factores, con tres posibles valores, existen nueve combinaciones posibles:
|                |               | Tipo de empatía | Tipo de empatía | Tipo de empatía |
| antipáticos E- | apáticos E0   | empáticos E+    |                 |                 |
| -------------- | ------------- | --------------- | --------------- | --------------- |
| Sensación      | Superior a S+ | Eneatipo 8      | Eneatipo 5      | Eneatipo 2      |
| Sensación      | Igual que S0  | Eneatipo 3      | Eneatipo 9      | Eneatipo 6      |
| Sensación      | Inferior a S- | Eneatipo 1      | Eneatipo 4      | Eneatipo 7      |
Téngase presente que los etiquetamientos de las categorías son convencionales y no deben tomarse literalmente. Las líneas del diagrama indican las formas en las que los nueve tipos de personalidad humana ("Eneatipos") están conectados en un sentido que se especifica en las siguientes secciones.

## Integración y desintegración

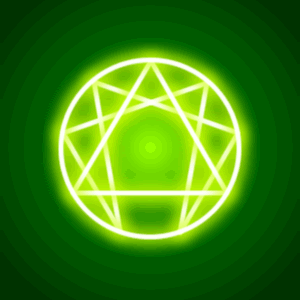
Eneagrama, mostrando la conexión entre los diferentes eneatipos en casos de desplazamientos de integración o desintegración.

La propuesta del eneagrama no solo conjetura el que existan nueve arquetipos de personalidad, cuyas características básicas trata de describir, también postula que en una situación insana, estresante o desfavorable, la persona puede presentar una desintegración, "desplazamiento" o "retroceso" de su actitud y temperamento básico hacia otro eneatipo bien definido. Igualmente, el trabajo personal, la disciplina y el crecimiento personal llevan a cada arquetipo a superar algunas de sus limitaciones o uso abusivo de los rasgos típicos de su eneatipo produciendo una integración o "avance" de su actitud hacia otro tipo bien definido. La figura del eneagrama entre los nueve rasgos no es otra cosa que el camino seguido en estos desplazamientos de integración o desintegración[cita requerida].
Los eneatipos cuya sensación es "igual que el resto del mundo" (S0) están equilibrados en ese aspecto, y en su integración o desintegración sólo cambia su tipo de empatía. El resto de rasgos, en integración o desintegración, cambian también su sensación[cita requerida]:
| Desintegrado | Eneatipo básico | Integrado |
| ------------ | --------------- | --------- |
| 4            | 1               | 7         |
| 8            | 2               | 4         |
| 9            | 3               | 6         |
| 2            | 4               | 1         |
| 7            | 5               | 8         |
| 3            | 6               | 9         |
| 1            | 7               | 5         |
| 5            | 8               | 2         |
| 6            | 9               | 3         |
Así, por ejemplo, una persona de eneatipo 8, cuando está deprimido, encolerizado o tenso, es posible que tome una actitud en ciertos puntos similar al rasgo 5 (su desintegración) y por tanto se comporte alejado, displicente y quejoso. Mientras que cuando está feliz tiene una actitud proactiva. Es más probable que se ponga a ayudar proactivamente a los demás, a cuidar a los suyos, y adopte actitudes del eneatipo 2. La propuesta del eneagrama predice cómo se desintegra o descompone un tipo de personalidad, y da pautas de hacia qué actitudes debe apuntar un eneatipo en su integración o crecimiento personal. La idea base es que los eneatipos son posibles estrategias de estar y abordar al resto del mundo, pero cada eneatipo tiene tendencias insistentes y rígidas típicas de su rasgo y ocasionalmente debe tratar de equilibrar su propia tendencia con la del rasgo de su integración. Cuando las personas están frustradas dejan temporalmente su estrategia básica o eneatipo y se instalan en el eneatipo que es su desintegración para compensar esa frustración.
Si se unen los puntos de un círculo en el que se han señalado en la periferia nueve puntos equidistantes, la figura del eneagrama surge dibujando las líneas de integración/desintegración: debe unirse 
el 1 con el 4, el 4 con el 2, el 2 con el 8, el 8 con el 5, el 5 con el 7 y el 7 con el 1. Por su parte el 3 se une con el 6, el 6 con el 9, el 9 con el 3 formando el triángulo central[cita requerida].

## Críticas y observaciones
El sistema, desarrollado por el psiquiatra chileno Claudio Naranjo a partir de su relación con el difusor boliviano Óscar Ichazo, a quien conoció en el curso de sus experimentos, pretende constituir no sólo una tipología de la personalidad sino también un catálogo de "comportamientos sanos" y "comportamientos insanos" típicos[cita requerida].
La propuesta de Naranjo invita al autodiagnóstico personal como un proceso de autoconocimiento. A partir del descubrimiento del propio eneatipo, Naranjo ofrece un conjunto de propuestas basadas en trabajos psicoterapéuticos y meditativos (proceso Hoffmann, meditación budista, laboratorio de terapias, meditación interpersonal, terapia Gestalt, rebirthing, constelaciones personales, etcétera) como un medio terapéutico para afrontar las tendencias, limitaciones y enquistamientos típicos de cada tipo de personalidad. A los nueve tipos —el reformador, el ayudador, el exitoso, el individualista, el investigador, el leal, el entusiasta, el desafiador y el pacificador— corresponden los "vicios" o "comportamientos insanos" de la ira, el orgullo, el engaño, la envidia, la avaricia, el miedo, la gula, la lujuria y la pereza, y así sucesivamente[cita requerida].
Hay que indicar que este sistema fue propuesto dentro de escuelas místicas como el sufismo y no tiene un origen analítico o científico, aunque se han presentado algunos estudios científicos comparando la clasificación eneagrámica de la personalidad con otras clasificaciones científicas más ampliamente usadas.
Una de las principales críticas al Eneagrama de la personalidad, proviene del trabajo realizado en la ciudad de Arica, por los autores Elizabeth Blanche y Mauricio Cabezas, quienes postulan que dicha aplicación está alejada del verdadero uso del Eneagrama, el cual habla de la ley de siete. Un proceso que describe cómo se crean los fenómenos en el mundo y luego cómo se mueven, dando un total de 7 fases.